# Tomasz Chrzanowski (żużlowiec)
Tomasz Chrzanowski (ur. 4 lutego 1980 w Lulkowie) – polski żużlowiec i trener sportu żużlowego.

## Kariera sportowa
Wychowanek Apatora Toruń, w lidze startuje od roku 1997. Do 2002 roku włącznie pozostawał w Toruniu, w latach 2003–05 zawodnik Wybrzeża Gdańsk, w 2006 roku występował w barwach Stali Rzeszów. Już w 2007 roku powrócił do Gdańska i jeździł tam końca sezonu 2008. W sezonie 2009 reprezentował barwy Polonii Bydgoszcz. Po sezonie przeniósł się do GTŻ Grudziądz. Ponadto reprezentuje Västervik w lidze szwedzkiej, a w 2001 jeździł także Poole Pirates w lidze brytyjskiej.
Trzykrotny uczestnik finałów młodzieżowych mistrzostw Polski – srebrny medalista w 2000 r., brązowy w 1999. Dwukrotnie występował w finałach "seniorskich" mistrzostw Polski (w 2003 i 2004, bez medali). Zdobył brązowy medal w 2000 roku w rozgrywkach o MMPPK. Uczestnik MDMP (brąz w 1999 roku), finalista Srebrnego (2000 – trzecie miejsce) i dwukrotnie Brązowego (druga lokata w 1999 roku) Kasku. W 1998 roku wystąpił w wygranym przez zespół Apatora finale Drużynowego Pucharu Polski. Złoty medalista DMP z roku 2001 w barwach Apatora. Wraz z Robertem Kościechą wywalczył w 2004 roku brązowy medal MPPK dla Wybrzeża Gdańsk.
Finalista mistrzostw świata juniorów w 1999 i 2001 oraz mistrzostw Europy juniorów w 1998 i 1999. Jego największym sukcesem jest zakwalifikowanie się w 2004 r. w drodze turniejów eliminacyjnych do cyklu Grand Prix IMŚ na sezon 2005. W cyklu nie odniósł jednak sukcesu, kończąc sezon na 15. miejscu.
W roku 2023 dołączył do sztabu szkoleniowego Wilków Krosno, gdzie miał być odpowiedzialny za sekcję miniżużla, ale z klubem związany był tylko do końca kwietnia.

## Kluby w lidze polskiej
- Apator (DGG, Netia, Adriana) Toruń – 1997-2002
- Lotos Gdańsk – 2003-2005
- Marma Polskie Folie Rzeszów – 2006
- Lotos Gdańsk – 2007-2008
- Polonia Bydgoszcz – 2009
- GTŻ Grudziądz – 2010-2011
- Lotos Wybrzeże Gdańsk – 2012
- GKM Grudziądz – 2013
- Orzeł Łódź – 2014
- KSM Krosno – 2015

## Starty w Grand Prix (Indywidualnych Mistrzostwach Świata na żużlu)

### Punkty w poszczególnych zawodachGrand Prix
| Sezon 2004             |                         |                     |                                |                      |                           |                          |                       |                     |         |         |         |         |         |         |         |         |         |         |         |         |         |         |         |         |         |        |        |        |        |        |        |        |        |        |        |        |        |        |        |        |        |        |        |        |        |        |        |
| GP Szwecji – Sztokholm | GP Czech – Praga        | GP Europy – Wrocław | GP Wielkiej Brytanii – Cardiff | GP Danii – Kopenhaga | GP Skandynawii – Göteborg | GP Słowenii – Krško      | GP Polski – Bydgoszcz | GP Norwegii – Hamar | miejsce | miejsce | miejsce | miejsce | miejsce | miejsce | miejsce | miejsce | miejsce | miejsce | miejsce | miejsce | miejsce | miejsce | miejsce | miejsce | miejsce | punkty | punkty | punkty | punkty | punkty | punkty | punkty | punkty | punkty | punkty | punkty | punkty | punkty | punkty | punkty | punkty | punkty | punkty | punkty | punkty | punkty | punkty |
| –                      | –                       | –                   | –                              | –                    | –                         | –                        | 2                     | –                   | 35      | 35      | 35      | 35      | 35      | 35      | 35      | 35      | 35      | 35      | 35      | 35      | 35      | 35      | 35      | 35      | 35      | 2      | 2      | 2      | 2      | 2      | 2      | 2      | 2      | 2      | 2      | 2      | 2      | 2      | 2      | 2      | 2      | 2      | 2      | 2      | 2      | 2      | 2      |
| Sezon 2005             |                         |                     |                                |                      |                           |                          |                       |                     |         |         |         |         |         |         |         |         |         |         |         |         |         |         |         |         |         |        |        |        |        |        |        |        |        |        |        |        |        |        |        |        |        |        |        |        |        |        |        |
| GP Europy – Wrocław    | GP Szwecji – Eskilstuna | GP Słowenii – Krško | GP Wielkiej Brytanii – Cardiff | GP Danii – Kopenhaga | GP Czech – Praga          | GP Skandynawii – Målilla | GP Polski – Bydgoszcz | GP Włoch – Lonigo   | miejsce | miejsce | miejsce | miejsce | miejsce | miejsce | miejsce | miejsce | miejsce | miejsce | miejsce | miejsce | miejsce | miejsce | miejsce | miejsce | miejsce | punkty | punkty | punkty | punkty | punkty | punkty | punkty | punkty | punkty | punkty | punkty | punkty | punkty | punkty | punkty | punkty | punkty | punkty | punkty | punkty | punkty | punkty |
| 4                      | 4                       | 2                   | 7                              | 2                    | 1                         | 1                        | 1                     | 6                   | 15      | 15      | 15      | 15      | 15      | 15      | 15      | 15      | 15      | 15      | 15      | 15      | 15      | 15      | 15      | 15      | 15      | 28     | 28     | 28     | 28     | 28     | 28     | 28     | 28     | 28     | 28     | 28     | 28     | 28     | 28     | 28     | 28     | 28     | 28     | 28     | 28     | 28     | 28     |

| Statystyki        | Statystyki |
| ----------------- | ---------- |
| Starty            | 10         |
| Zwycięstwa        | 0          |
| Miejsca na podium | 0          |
| Finalista         | 0          |
| Punkty            | 30         |

## Inne ważniejsze turnieje
| Osiągnięcia: | Osiągnięcia: | 10. miejsce (2005) | 10. miejsce (2005) | 10. miejsce (2005) | 10. miejsce (2005) |
| Sezon        | Miasto       | Msc                | Pkt                | Biegi              | Kluby              |
| 2005         | Gorzów Wlkp. | 10                 | 7                  | (2,2,2,1,d)        | Gdańsk             |